# Appomattox (plaats)
Appomattox (uitspraak: Eppométtoks))is een plaats (town) in de Amerikaanse staat Virginia, en valt bestuurlijk gezien onder Appomattox County. Hij is vernoemd naar de Appomattoxrivier. De Amerikaanse Burgeroorlog eindigde er op 9 april 1865 met de overgave van generaal Robert E. Lee aan generaal Ulysses S. Grant. Zie ook Appomattoxveldtocht aan het einde van de Amerikaanse Burgeroorlog, van  29 maart 1865 tot 9 april 1865, de Slag bij Appomattox Station 8 april 1865 en de Slag bij Appomattox Courthouse 9 april 1865.

## Demografie
Bij de volkstelling in 2000 werd het aantal inwoners vastgesteld op 1761.
In 2006 is het aantal inwoners door het United States Census Bureau geschat op 1732, een daling van 29 (-1,6%).

## Geografie
Volgens het United States Census Bureau beslaat de plaats een oppervlakte van
5,6 km², geheel bestaande uit land. Appomattox ligt op ongeveer 259 m boven zeeniveau.

## Plaatsen in de nabije omgeving
De onderstaande figuur toont nabijgelegen plaatsen in een straal van 32 km rond Appomattox.